# Henry D. Moorman
Henry DeHaven Moorman, född 9 juni 1880 i Breckinridge County i Kentucky, död 3 februari 1939 i Hot Springs i Arkansas, var en amerikansk politiker (demokrat). Han var ledamot av USA:s representanthus 1927–1929.
Moorman är begravd på Ivy Hill Cemetery i Hardinsburg i Kentucky.